# سفارة جنوب إفريقيا في السويد
سفارة جنوب أفريقيا في السويد هي أرفع تمثيل دبلوماسي لدولة جنوب أفريقيا لدى السويد. تقع السفارة في ستوكهولم وهي تهدف لتعزيز المصالح الجنوب أفريقية في السويد.

## وصلات خارجية
- الموقع الرسمي
- قائمة سفارات جنوب أفريقيا
- قائمة السفارات في السويد